# Televisão em Luxemburgo
A televisão foi introduzida em Luxemburgo em 23 de Janeiro de 1955, com o lançamento do canal de língua francesa 'Télé Luxembourg.
Foi estabelecido pela primeira vez quando em 1 de julho de 1954, o CLR (Compagnie Luxembourgeoise de Radiodiffusion) mudou seu nome para CLT (Compagnie Luxembourgeoise de Télédiffusion).
Em 1997, a CLT fundiu-se com a UFA Film- und Fernseh-GmbH, com sede em Hamburgo, Alemanha; subsidiária da Bertelsmann, para criar a CLT-UFA.
Em 2000, a CLT-UFA fundiu-se com a Pearson Television e tornou-se parte do Grupo RTL.

## História
Télé Luxembourg foi inaugurada por Charlotte, Grã-duquesa do Luxemburgo no seu 59º aniversário com o seu marido, o Príncipe Félix de Bourbon-Parma, e o transmissor utilizado foi a Torre de Rádio Dudelange convertida para a televisão.
Em 1980, a estação adicionou o prefixo RTL ao seu nome para se tornar RTL Télé Luxembourg. Continuou com este nome até 1982, quando se tornou RTL Télévision. A estação recebia para belgas até 11 de setembro de 1987, quando a freqüência de transmissão usada foi cedida à RTL-TVi e continuada para o Luxemburgo e franceses até março de 1991, quando ela se tornou RTL TV, que tinha uma variante em Lorraine conhecida como RTL Lorraine, que durou apenas até Setembro de 1991. Devido a conflitos internos entre os antigos e os jovens que não conseguiram chegar a acordo sobre a reorganização da estação RTL TV transmitida no seu serviço público no Luxemburgo em 21 de Outubro de 1991 à RTL Hei Elei, nome até o outono de 2001, quando foi renomeado RTL Télé Lëtzebuerg, e foi unida por uma segunda estação nacional em 2004, Den 2. RTL

## Programação
Em 21 de setembro de 1969, a programação começou no idioma luxemburguês, com um programa de televisão de 45 minutos chamado "Hei Elei, Kuck Elei" (traduzido para o português: "Hey, observe um pouco", transmitido todos os domingos de 1969 a 1991).

## Tecnologias

### Tv a cabo
95% dos domicílios estão conectados a um provedor de serviços a cabo.
As principais empresas de cabo no Luxemburgo são:
- Eltrona (em francês) Tel: 49 94 66 888
- Numericable (em francês)
- PostTV Luxembourg
- Orange S.A. (<100% detida pela empresa belga de telecomunicações Mobistar[2])
- Tango (Propriedade da empresa belga de telecomunicações Proximus Group[3])

### Satélite
A Société Européenne des Satellites (SES) foi criada por iniciativa e apoio do Governo luxemburguês em 1985. Tem sede no Luxemburgo no histórico Castelo de Betzdorf, que adquiriu em 1986. Em 1998, tornou-se o primeiro fornecedor europeu de satélites quando lançou o Astra. 1A satélite. Mais uma vez, uma estação começou em Luxemburgo. A RTLplus, que havia mudado sua sede para Colônia em janeiro de 1988, estava presente para o lançamento em 8 de dezembro de 1989.

### Terrestre

#### Recepção DVB-T (Digital Terrestrial)
Com o Digital Switchover (DSO) para DVB-T, as seguintes estações estão disponíveis via DVB-T:
- - RTL Télé Lëtzebuerg (Channel 27)
- - den 2ten RTL (Canal 27)
- - M6 (France) (Canal 27)
- - RTL TVi (Bélgica) (Canal 24)
- - CLUB RTL (Luxemburgo/Bélgica) (Canal 24)
- - PLUG TV (Bélgica) (Canal 24)
- - RTL4 (Holanda) (Canal 24)
- - RTL5 (Holanda) (Canal 24)
- - RTL7 (Holanda) (Canal 24)
- - RTL8 (Holanda) (Canal 7)

### Linha Direta DVB-T
Número de telefone: 42142 7373

### Alocação de Frequência de DVB-T
- Canal 7: 191,5 MHz

- Canal 24: 498 MHz

- Canal 27: 522 MHz

Cobertura da rede DVB-T no Luxemburgo